# Gerry Weber Open 2015
Gerry Weber Open 2015 — тенісний турнір, що проходив на трав'яних кортах у місті Галле, Німеччина з 15 червня. Належав до категорії ATP World Tour 500.

## Фінальна частина

### Одиночний розряд
Роджер Федерер —  Андреас Сеппі 7–6(7–1), 6–4

### Парний розряд
Равен Класен /  Ражів Рам —  Роган Бопанна /  Флорін Мерджа 7–6(7–5), 6–2